# Iša Krejčí
Iša Krejčí (født 10. juli 1904 i Prag, Tjekkiet - død 6. marts 1968) var en tjekkisk komponist, dirigent , musikolog, producer og dramaturg.
Krejčí studerede komposition og direktion på Musikkonservatoriet i Prag hos Karel Boleslav Jirák og Vítězslav Novák.
Han har skrevet 4 symfonier, sinfonietta, orkesterværker, kammermusik, koncertmusik, vokalværker, scenemusik etc.
Krejčí var producer på Tjekkisk Radio og dirigerede forskellige symfoniorkestre som feks. Orchestral Association in Prague.

## Udvalgte værker
- Symfoni nr. 1 (1954-1955) - for orkester
- Symfoni nr. 2 (1956-1957) - for orkester
- Symfoni nr. 3 (1961-1963) - for orkester
- Symfoni nr. 4 (1961-1966) - for orkester
- Sinfonietta "Divertimento" (1929) - for orkester
- Suite (1939-1940) for orkester
- "Mindre Suite"(19?) - for strygerorkester